# Henri Lefebvre
Henri Lefebvre, Franska: [ɑ̃ʁi ləfɛvʁ] född 16 juni 1901 i Hagetmau, död 29 juni 1991 i Navarrenx, var en fransk marxistisk filosof och sociolog som varit mycket central för urbansociologin.  

## Biografi
Lefebvre studerade vid Paris universitet, där han tog en magisterexamen i filosofi 1920. Han anslöt sig 1928 till Franska kommunistpartiet (PCF), och framstod som en av de ledande intellektuella inom PCF fram till dess att han uteslöts ur partiet 1958; Lefebvre kom därefter att inta en kritisk hållning mot PCF i flera frågor, men övergav för den sakens skull inte sin marxistiska åskådning. Bäst känd är Lefebvre för sin kritik av vardagslivet. Lefebvre var också kritiskt inställd mot stalinism, existentialism, and strukturalism.  
Flera av Lefebvres skrifter förstördes och brändes av Vichyregimen efter nazisternas ockupation under andra världskriget, men även efter kriget kom de franska myndigheterna att straffa honom på grund av hans kommunistiska övertygelse. Under kriget deltog Lefebvre även i den franska motståndsrörelsen, och 1960 var han en av undertecknarna av  "de 121:s manifest" mot Frankrikes undertryckande av Algerietrevolten. 1962 blev Lefebvre professor i sociologi vid Strasbourgs universitet, och 1965 övergick han till Nanterres universitet. Han kom att bli en viktig inspirationskälla för de radikala studenter som initierade majrevolten i Frankrike 1968.

## Verk
Under sin livstid var Lefebvre kanske mest känd för sin bok Critique de la vie quotidienne  ('Kritik av vardagslivet', 1947), där han lade grunden till en revolutionär kritik av människans vardagliga upplevelser och beteenden. Boken var en viktig startpunkt för Debord, då student med Lefebvre som föreläsare, och utvecklandet av situationismen. Efter Lefebvres död har hans tankegods kring "produktionen av rum" och "rätten till staden", vilket framläggs i boken Le Droit à la ville från 1968 (på svenska 'Staden som rättighet', 1983), som fått genomslag inom kulturgeografin genom företrädare som David Harvey och Neil Smith. Under senare år har en rad nätverk och rörelser även fört fram Lefebvres idé om staden som plats där nya demokratiska rättigheter måste skapas. Han författade även böcker som berör teman som den dialektiska materialismen, Vladimir Lenins tänkande samt Karl Marx roll som sociolog.